# Trận Cẩm Châu (1948)

Trận Cẩm Châu (giản thể: 锦州之战, phồn thể: 錦州之戰, phiên âm Hán Việt: Cẩm Châu chi chiến, bính âm: Jînzhou Zhīzhàn) là một trận đánh trong Nội chiến Trung Quốc giữa Quân Giải phóng Nhân dân Trung Hoa của Đảng Cộng sản Trung Quốc với Quân đội Cách mạng Quốc dân của Quốc dân đảng. Đây là một trong những trận đánh mang tính quyết định nhất trong Chiến dịch Liêu - Thẩm, quyết định sự kiểm soát của lực lượng Cộng sản Trung Quốc tại miền Đông Bắc nước này.

## Diễn biến
Cẩm Châu án ngữ con đường chính đi bình nguyên Hoa Bắc đi qua Sơn Hải Quan, vì vậy đây là một vị trí có tầm quan trọng chiến lược. Chiếm được Cẩm Châu, quân Giải phóng có thể thuận lợi tiến quân vào bình nguyên Hoa Bắc. Trong một bức điện gửi cho các lãnh đạo quân sự quân Giải phóng ở miền Đông Bắc Trung Quốc, Mao Trạch Đông đã nhấn mạnh tầm quan trọng của việc giải phóng Cẩm Châu, cụ thể ông cho rằng chìa khóa cho thắng lợi của toàn bộ chiến dịch Liêu - Thẩm là phải "tấn công và đánh chiếm Cẩm Châu trong vòng một tuần." 
Nhằm mục tiêu đánh quỵ quân Quốc Dân đảng đồn trú ở Cẩm Châu, Quân Giải phóng đã tấn công triệt hạ tất cả những cứ điểm của Quốc Dân đảng xung quanh thành phố. Từ ngày 8 đến ngày 13 tháng 10 năm 1948, tất cả những đồn lũy của Quốc Dân đảng ở vùng ngoại vi Cẩm Châu đều bị Quân Giải phóng tiêu diệt. Quân đội Quốc Dân đảng không chịu bó tay, họ nhanh chóng điều 11 sư đoàn đến ứng cứu cho Cẩm Châu nhưng quân giải vây đã bị 9 sư đoàn Quân Giải phóng chặn đứng ở Trận Tháp Sơn.
Cuối cùng, ngày 14 tháng 10 năm 1948 Quân Giải phóng mở đợt tấn công quyết định vào Cẩm Châu, mở đầu bằng một trận mưa đạn pháo với tổng cộng 900 quả rót vào thành phố. Phòng tuyến của quân Quốc Dân đảng nhanh chóng bị phá vỡ và lực lượng Quốc Dân đảng đầu hàng vào ngày 15 tháng 10.